# Corpus Christi en Las Palmas de Gran Canaria
El Corpus Christi es una solemnidad religiosa católica que cuenta con amplia repercusión popular en la ciudad de Las Palmas de Gran Canaria. La celebración tiene su centro en la catedral de Canarias donde sale la procesión del Santísimo Sacramento. Tiene su origen finalizada la conquista de las islas Canarias.

## Origen de la festividad en la ciudad
Finalizada la conquista del archipiélago canario sus nuevos habitantes comenzaron a festejar sus celebraciones litúrgicas con toda normalidad. 
La festividad en honor a la exaltación de la presencia real de Jesús en la Eucaristía más conocida como el Corpus Christi fue siempre la más solemne de todas las celebraciones, imitando a la ciudad de Sevilla, a quién la diócesis de Canarias, cómo diócesis sufragánea, procuraba seguir.
Al comienzo de celebrarse la festividad del Corpus Christi en la Santa Iglesia Catedral, en la víspera de la fiesta había en la catedral dos procesiones claustrales con el Santísimo Sacramento. La primera a las tres de la tarde y la otra terminado el canto de maitines.
La festividad solemne era la del jueves con misa solemne y procesión por las calles de la ciudad que salía después del canto de sexta. Al comenzar la procesión magna sonaba el órgano y, al asomar la cruz catedralicia en el pórtico principal comenzaba el repique procesional que no cesaba hasta que el Santísimo Sacramento regresara a su templo. En las antiguas fiestas del Corpus había en su honor otros actos como danzas, loas, comedias, autos sacramentales y entremeses.
Las calles del recorrido procesional siempre se engalanan  con las alfombras ricamente tapizadas y artísticamente enramadas, donde no faltaba el perfume del incienso litúrgico y el las hierbas olorosas de los campos.
Durante toda la octava del Corpus Christi en la catedral sus cultos eran de extraordinaria solemnidad con la celebración de un octavario en su honor.
Desde 1989, por acuerdo del gobierno de España con la conferencia episcopal española, la festividad del Corpus Christi fue trasladada al domingo siguiente, pasando el jueves a ser día laborable. Aunque la solemnidad litúrgica sea en domingo, diversas localidades celebran la procesión en el jueves tradicional no siendo este el caso de Las Palmas de Gran Canaria.
Desde entonces con la misma solemnidad de antaño todos los cultos se concentran el domingo de Corpus con una exposición solemne del Santísimo Sacramento en la catedral de Canarias después de la misa de una de al mediodía y se prolonga hasta antes de comenzar la misa solemne presidida por el obispo de la diócesis que tiene lugar a las siete de la tarde, tras la cual tiene lugar la solemne procesión del Santísimo Sacramento por las calles de Vegueta.

## Andas y trono del Corpus

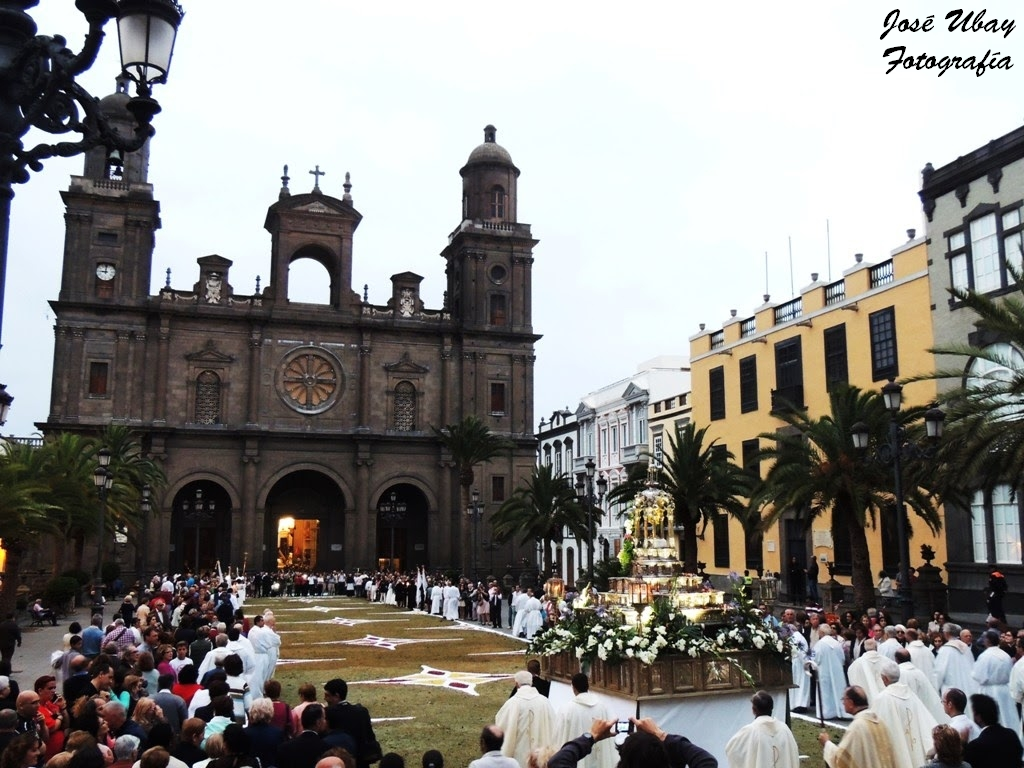
Celebración del Corpus Christi en la ciudad de Las Palmas de Gran Canaria

Las andas del Corpus de la basílica de Canarias es la pieza en plata más valiosa de todo el archipiélago canario. También son conocidas como templete o custodia procesional.
Llegaron en 1615 de Sevilla y su autor es el platero Juan Alfaro, el joven. El encargar las andas a Sevilla fue una propuesta del cabildo catedral en una sesión celebrada en mayo de 1609. A estas andas procesionales, Alonso de Ayala y Rojas le realiza en 1662 una peana de plata.
El trono del Corpus en la que va la custodia sevillana, de Francisco de Alfaro, el joven, es otra de las joyas de plata que enriquecen el patrimonio de la catedral y de la procesión del Santísimo Sacramento en Las Palmas de Gran Canaria. El trono se debe a un encargo de los canónigos fechado el 17 de junio de 1719 en que cada sacerdote se compromete con la suma de 200 reales de la época. La pieza fue realizada por el platero José Eugenio Hernández, el cual ya el 21 de junio de 1721 lo tenía terminado.
En 1785, el carpintero José Alzola acrecentó la mesa del trono siendo revestida en plata la citada mesa ese mismo año por el platero Francisco Javier Navarro. Posteriormente en 1815 el platero Miguel Macías realiza un pedestal de plata para recibir la custodia y cuatro perillones también de plata para el trono del Corpus. El pintor José Ossavarry hizo el diseño del citado pedestal para colocar la custodia en el trono.
La custodia donde va el Santísimo Sacramento expuesto durante su procesión fue regalo del maestrescuela Fernando Martínez Monteverde a la catedral y que la mandó hacer a Córdoba. Su llegada a Gran Canaria fue en diciembre de 1773. La pieza es obra de Damián de Castro (1716 - 1793).